# Al Neri
Albert "Al" Neri er en fiktiv karakter, der optræder i Mario Puzos roman The Godfather (1969) og Francis Ford Coppolass filmtrilogi baseret på bogen. I alle tre film blive han spillet Richard Bright. Han fungerer som Michael Corleones personlige hjælper, bodyguard og lejemorder.